# Hariot Glacier
Hariot Glacier är en glaciär i Antarktis. Den ligger i Västantarktis. Argentina, Chile och Storbritannien gör anspråk på området. Hariot Glacier ligger 1 151 meter över havet.
Terrängen runt Hariot Glacier är huvudsakligen kuperad, men västerut är den bergig.  Trakten är obefolkad. Det finns inga samhällen i närheten.